# Agathosma lanceolata
Agathosma lanceolata là một loài thực vật có hoa trong họ Cửu lý hương. Loài này được (L.) Engl. mô tả khoa học đầu tiên năm 1896.